# Eucratoscelus
Eucratoscelus är ett släkte av spindlar. Eucratoscelus ingår i familjen fågelspindlar.
Kladogram enligt Catalogue of Life:
| Eucratoscelus | \| \| Eucratoscelus constrictus \| \| \| \| \| \| Eucratoscelus pachypus \| \| \| \| |
|               | \| \| Eucratoscelus constrictus \| \| \| \| \| \| Eucratoscelus pachypus \| \| \| \| |
|               | Eucratoscelus constrictus                                                            |
|               |                                                                                      |
|               | Eucratoscelus pachypus                                                               |
|               |                                                                                      |